# Безатомна зона
«Беза́томна зо́на» — пропозиція делегації Польської Народної Республіки на XII сесії Генеральної Асамблеї ООН (1957), розвинута в меморандумі польського уряду від 14. II 1958 («план Рапацького»), про створення в Європі широкої зони, вільної від атомної зброї.
План «Безатомної зони» передбачає заборону виробництва і нагромадження атомної та водневої зброї на території Польщі, Чехословаччини, Німецької Демократичної Республіки та Федеративної Республіки Німеччини і є важливим вкладом у справу боротьби проти підготовки третьої світової війни[джерело?]. Соціалістичні держави підтримали ідею «Безатомної зони». Уряд СРСР заявив про свою готовність поважати статус «Безатомної зони», якщо уряди США, Англії і Франції зроблять так само. Зх. держави, в т. ч. ФРН, висловились проти створення «Безатомної зони». Уряди СРСР та інших соціалістичних країн 1959 виступили з пропозиціями створити «Безатомну зону» також на Балканах, в Скандинавії і на Далекому Сході.